# Balenciaga (empresa)
Balenciaga (pronunciación en euskera: [balents̻i.aɣa]) es una casa de moda española de lujo fundada en 1917 por el diseñador Cristóbal Balenciaga en San Sebastián, España, y con actual sede en París. 
Un couturier de estándares intransigentes, Christian Dior se refería a Cristóbal Balenciaga como «el maestro de todos nosotros». Sus faldas de burbujas y sus siluetas extrañas, femeninas pero «modernistas», se convirtieron en las señas de identidad de la firma. La casa Balenciaga cerró en 1972 y fue reabierta en 1986 con un nuevo propietario: el grupo Kering.

## Historia

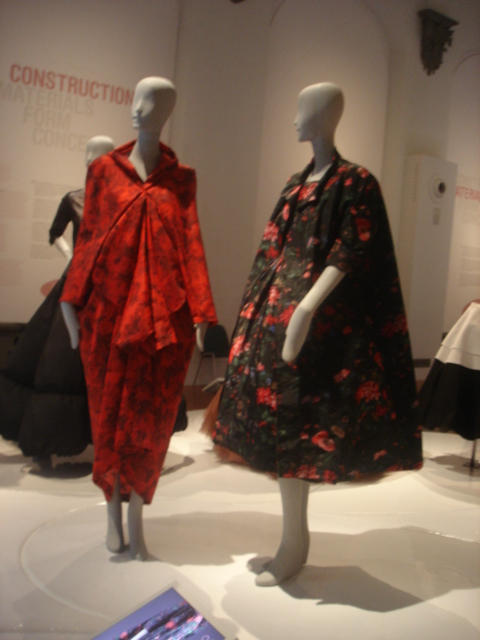
Exhibición de vestidos Balenciaga en Florencia, Italia.

Cristóbal Balenciaga abrió su primera boutique en San Sebastián, España, en 1917, y se expandió para incluir sucursales en Madrid y Barcelona. La familia real española y la aristocracia lucieron sus diseños. Cuando la guerra civil española lo obligó a cerrar sus tiendas, Balenciaga se mudó a París.
Balenciaga abrió su casa de alta costura de París en la Avenue George-V en agosto de 1937, y su primer desfile de moda contó con diseños fuertemente influidos por el Renacimiento español. El éxito de Balenciaga en París fue casi inmediato. En el período de dos años, la prensa francesa lo elogió como revolucionario y sus diseños fueron muy solicitados. Carmel Snow, la editora de Harper's Bazaar, fue una de los primeros defensores de sus diseños.
Los clientes arriesgaron su seguridad para viajar a Europa durante la Segunda Guerra Mundial para ver la ropa de Balenciaga. Durante este período, se destacó por su "abrigo cuadrado", con mangas cortadas en una sola pieza con el yugo, y por sus diseños con encaje negro (o negro y marrón) sobre tela rosa brillante.
Sin embargo, no fue hasta los años de la posguerra que se hizo evidente la escala completa de la inventiva de este diseñador tan original. Sus líneas se volvieron más lineales y elegantes, divergiendo de la forma de reloj de arena popularizada por "Christian Dior's New Look". La fluidez de sus siluetas le permitió manipular la relación entre su ropa y el cuerpo de las mujeres. En 1951 transformó la silueta ampliando los hombros y quitando la cintura. En 1955, diseñó el vestido túnica, que luego se convirtió en el vestido camisero de 1958. Otras contribuciones en la era de la posguerra incluyeron la chaqueta globo esférica (1953), el vestido baby doll de cintura alta (1957), el abrigo capullo (1957), la falda globo (1957) y el vestido de saco (1957). En 1959, su obra culmina en la línea Empire, con vestidos de cintura alta y abrigos cortados a modo de kimono. Su manipulación de la cintura, en particular, contribuyó a "lo que se considera su contribución más importante al mundo de la moda: una nueva silueta para la mujer".
En la década de 1960, Balenciaga fue un innovador en el uso de telas: tendió a telas pesadas, bordados intrincados y materiales atrevidos. Sus marcas registradas incluían "collares que se alejaban de la clavícula para dar una apariencia de cisne" y mangas de "brazalete" más cortas. Sus creaciones escultóricas a menudo sobrias, incluidos vestidos en forma de embudo de satén rígido de duquesa usados para elogios por clientes como Pauline de Rothschild, Bunny Mellon, Marella Agnelli, Hope Portocarrero, Gloria Guinness y Mona von Bismarck, se consideraron obras maestras de la alta costura. en las décadas de 1950 y 1960. En 1960, diseñó el vestido de novia de la reina Fabiola de Bélgica en raso marfil de la duquesa con ribete de visón blanco en el cuello y las caderas. Jackie Kennedy molestó a John F. Kennedy por comprar las costosas creaciones de Balenciaga mientras era presidente porque temía que el público estadounidense pudiera pensar que las compras eran demasiado lujosas. Sus facturas de alta costura finalmente fueron pagadas discretamente por su suegro, Joseph Kennedy.
Cristóbal Balenciaga se retira en 1968 y la marca queda activa solo en el mercado nipón hasta 1987 cuando Michael Goma recupera la firma y lanza una colección de prêt-à-porter, pero no obtiene el resultado deseado. En 1992 Josephus Melchior Thimister queda a cargo de la dirección hasta 1997 cuando esta pasa a manos de Nicolas Ghesquière siendo el quién renueva la identidad de la marca no solo con sus prendas Avant Garde sino que renueva el concepto de todas las boutiques al colaborar con artistas como Dominique Gonzalez-Forester. Ghesquière abandona la marca a finales de 2012 y es sucedido por Alexander Wang quien tras varias temporadas se retira después de la colección primavera-verano 2016. Tras la renuncia de Wang queda al mando Demna Gvasalia, director creativo de la marca hasta la fecha, con él Balenciaga regresa al mundo de la alta costura después de 53 años.

## Protegidos
Varios diseñadores que trabajaron para Balenciaga abrirían sus propias casas de alta costura, en particular Oscar de la Renta (1949), Andre Courreges (1950), Emanuel Ungaro (1958), pero su protegido más famoso y destacado fue Hubert de Givenchy. quien fue el único diseñador que se puso del lado de Balenciaga contra la Chambre Syndicale de la Haute Couture Parisienne (en español: Cámara Sindical de la Alta Costura de París) y también la prensa sobre la programación de sus desfiles.

## Batalla contra la prensa
En 1957, Balenciaga decidió mostrar su colección a la prensa de moda el día antes de la fecha de entrega minorista de ropa, no las cuatro semanas antes de la fecha de entrega minorista que seguía la industria de la moda en ese momento. Al mantener a la prensa "a oscuras" del diseño de sus prendas hasta el día antes de que fueran enviadas a las tiendas, esperaba reducir la piratería y la copia de sus diseños en curso. La prensa se resistió, encontrando casi imposible que su trabajo cumpliera con los plazos de impresión, pero Balenciaga y el protegido Givenchy se mantuvieron firmes, lo que afectó seriamente su cobertura y prensa de la época. Sus partidarios argumentarían que su rival Christian Dior ganaba elogios copiando las siluetas y los cortes de Balenciaga, reclamándolos como su propia obra original; porque Balenciaga no estaba interesado en la cobertura de prensa, los medios y los consumidores nunca lo sabían.
En 1967, ambos diseñadores cambiaron su decisión y se unieron al horario tradicional.

## Batalla contra laChambre
Balenciaga se resistió desafiante a las reglas, directrices y estatus burgués de la Chambre syndicale de la haute couture parisienne y, por lo tanto, nunca fue miembro. Aunque se habla de él con inmensa reverencia, técnicamente, la alta costura de Balenciaga nunca fue alta costura.
Cristóbal Balenciaga cerró su casa de modas en 1968 y murió en 1972. La casa permaneció inactiva hasta 1986.

## Actualidad
Balenciaga forma parte del conglomerado francés Kering, durante los últimos años se ha posicionado como una de las casas de moda más influyentes bajo la dirección de Demna Gvasalia, con su campaña llamada "Ugly is the new black" a través de la cual apuestan por piezas "feas" que se vuelven virales y crean controversia. 
Además de sus piezas "meme worthy", la marca ha buscado posicionarse a través de celebridades, como lo son el rapero Kanye West y su exesposa Kim Kardashian, vistiéndolos para las alfombras rojas y su día a día.